# Sinosmylites pectinatus
Sinosmylites pectinatus là một loài côn trùng thuộc bộ Neuroptera. Loài này được Hong miêu tả năm 1983.